# Phanerochaete areolata
Phanerochaete areolata är en svampart som först beskrevs av Gordon Herriot Cunningham, och fick sitt nu gällande namn av Hjortstam & Ryvarden 1990. Phanerochaete areolata ingår i släktet Phanerochaete och familjen Phanerochaetaceae.   Inga underarter finns listade i Catalogue of Life.